# Ida z Bernicji
Ida z Bernicji (data urodzenia nieznana; zm. ok. 559) – pierwszy znany król anglosaskiego królestwa Bernicji, rządzący od 547 do śmierci ok. 559 roku. Niewiele wiadomo o jego życiu, ale uważany jest za założyciela dynastii, która władała pograniczem dzisiejszej Anglii i Szkocji i ostatecznie założyła potężne królestwo Nortumbrii.

## Pochodzenie
Kronika anglosaska przy dacie A.D. 547 wymienia przodków Idy, aż do trzynastego pokolenia: Esa, Eoppa, Ingwy, Angenwit, Alloc, Bennoc, Brand, Balday, Woden, Fritholaf, Frithowulf, Finn, Godolph, Geata. Dynastia ta władała anglosaskim plemieniem, które osiedliło się na historycznym pograniczu Anglii i Szkocji.

## Panowanie
Niewiele jest informacji dotyczących rządów Idy. Wiadomo, że w Historii Brytanii z ok. 830 roku, z jego imieniem po raz pierwszy wymieniona zostaje nazwa Bernicja lub Berneich. Dowiadujemy się z niej również, że żoną Idy była Bearnoch oraz że mieli 12 synów. Jeden z nich - Theodric, zasłynął z bohaterskiego oporu stawionego brytom pod wodzą Uriena. Z kolei Kronika anglosaska zawiera informację, że Ida rządził przez 12 lat i był budowniczym stolicy Bernicji i znajdującej się w niej twierdzy Bamburgh Castle.
Za rządów Idy terytorium Bernicji ograniczało się do wybrzeża, o czym świadczy brak anglosaskich znalezisk archeologicznych z tamtego okresu w głębi lądu. Zmieniło się to dopiero za czasów jego potomka Etelfryda, który poszerzył królestwo Bernicji na zachód i podporządkował sobie sąsiednią Deirę.